# Bletia
Bletia je rod kaćunovki smješten u vlastiti podtribus Bletiinae, dio tribusa Epidendreae. 
Postoji pedesetak vrsta raširenih po Sjevernoj i Južnoj Americi. Rodovi Hexalectris Raf. i Basiphyllaea Schltr. sada se vode kao sinonimi za rod Bletia.

## Vrste
1. Bletia adenocarpa Rchb.f.
2. Bletia altilamellata Garay
3. Bletia amabilis C.Schweinf.
4. Bletia antillana M.A.Diaz & Sosa
5. Bletia arizonica (S.Watson) Sosa & M.W.Chase
6. Bletia brevicaulis (L.O.Williams) Sosa & M.W.Chase
7. Bletia campanulata Lex.
8. Bletia candida Kraenzl.
9. Bletia catenulata Ruiz & Pav.
10. Bletia coccinea Lex.
11. Bletia colemanii (Catling) Sosa & M.W.Chase
12. Bletia concolor Dressler
13. Bletia corallicola (Small) Sosa & M.W.Chase
14. Bletia × ekmanii Serguera & Sánchez Los.
15. Bletia ensifolia L.O.Williams
16. Bletia fallax (M.I.Rodr. & R.González) Sosa & M.W.Chase
17. Bletia florida (Salisb.) R.Br.
18. Bletia gracilis G.Lodd.
19. Bletia greenmaniana L.O.Williams
20. Bletia greenwoodiana Sosa
21. Bletia hamiltoniana (Ackerman & Whitten) Sosa & M.W.Chase
22. Bletia hoffmannii (M.A.Díaz & Llamacho) Sosa & M.W.Chase
23. Bletia lilacina A.Rich. & Galeotti
24. Bletia macristhmochila Greenm.
25. Bletia meridana (Rchb.f.) Garay & Dunst.
26. Bletia mexicana (Greenm.) Sosa & M.W.Chase
27. Bletia mixtecana Salazar & C.Chávez
28. Bletia neglecta Sosa
29. Bletia nelsonii Ames
30. Bletia netzeri Senghas
31. Bletia nitida (L.O.Williams) Sosa & M.W.Chase
32. Bletia parkinsonii Hook.
33. Bletia parva Sosa & M.W.Chase
34. Bletia patula Hook.
35. Bletia punctata Lex.
36. Bletia purpurata A.Rich. & Galeotti
37. Bletia purpurea (Lam.) A.DC.
38. Bletia reflexa Lindl.
39. Bletia revoluta (Correll) Sosa & M.W.Chase
40. Bletia riparia Sosa & Palestina
41. Bletia roezlii Rchb.f.
42. Bletia santosii H.Ávila, J.G.González & Art.Castro
43. Bletia sarcophylla Rchb.f.
44. Bletia × similis Dressler
45. Bletia spicata (Walter) Sosa & M.W.Chase
46. Bletia stenophylla Schltr.
47. Bletia × tamayoana S.Rosillo ex Soltero
48. Bletia tenuifolia Ames & C.Schweinf.
49. Bletia urbana Dressler
50. Bletia villae Soto Arenas
51. Bletia volubilis M.A.Díaz
52. Bletia warfordiana Sosa
53. Bletia warnockii (Ames & Correll) Sosa & M.W.Chase
54. Bletia wrightii Acuña

## Sinonimi
- Anthogyas Raf.
- Basiphyllaea Schltr.
- Bletiana Raf.
- Carteria Small
- Crybe Lindl.
- Gyas Salisb.
- Hexalectris Raf.
- Regnellia Barb.Rodr.
- Thiebautia Colla